# Reinaldo Elena
Reinaldo Agustín Elena (Buenos Aires, 1 de enero de 1899- Buenos Aires, 10 de diciembre de 1987) fue un político, periodista y rematador argentino. Sirvió tres mandatos como diputado nacional (1960-1962, 1963-1965, y 1965-1966) en representación de la UCR del Pueblo y dos mandatos como concejal de la Capital Federal (1932-1936 y 1938-1940) en representación de la UCR Antipersonalista y de la Concordancia. 

## Biografía
Elena nació en el barrio de La Boca el 1 de enero de 1899, como hijo de los inmigrantes genoveses, Juan Elena y Dominga Alciatore. 
Desde muy joven adhirió al radicalismo y con el paso de los años fue convirtiéndose en uno de los principales caudillos de aquel partido en su barrio natal. Elena se convirtió en el principal referente del antipersonalismo en La Boca, siguiendo la política y la figura de Marcelo T. de Alvear y también desempeñando diferentes cargos en los comités radicales de La Boca, de la Capital Federal y del Nacional. En esos tiempos, Elena comenzó su tarea como periodista fundado el diario denominado "La Pluma", que se comenzó a editar en 1919 pero que su aparición fue irregular. 
En 1931, mostrando su negativa a la reorganización del radicalismo bajo el liderazgo de Alvear que agrupaba a personalistas y antipersonalistas en la llamada "Junta del City", Elena se una a la "Junta del Castelar" que propiciaba la reorganización del radicalismo antipersonalista bajo la figura del general Agustín P. Justo, apoyando su candidatura presidencial para las elecciones presidenciales de ese año y siendo elegido como elector. En 1932 Elena es electo concejal por la Capital Federal en representación de la UCR Antipersonalista, que integraba la Concordancia junto a los partidos Partido Demócrata Nacional y Partido Socialista Independiente y terminaría su mandato en 1936.
En 1936, Elena sería candidato para ocupar una banca en el Congreso Nacional como diputado por la Capital Federal, en representación de la Concordancia, pero no sería electo. En 1938 fue electo otra vez para desempeñarse como concejal porteño representando a la UCR Antipersonalista mandato que fue interrumpido en octubre de 1941 luego que se disolviera el Concejo Deliberante por decreto del presidente Ramón S. Castillo. Como concejal desempeñó una activa participación en distintos proyectos de ley, incluyéndose aquel que construyó el nuevo edificio del Hospital Argerich, en el barrio de La Boca, lugar donde Elena era el principal referente del radicalismo antipersonalista. En 1940 sería candidato a diputado nacional por la Capital Federal integrando nuevamente la lista de la Concordancia, y apoyando la política del presidente Roberto M. Ortiz, pero no sería electo. También estaría presente en varios actos políticos realizados por la Acción Argentina, organización antifascista que proponía que la Argentina ingresara en la Segunda Guerra Mundial del bando de los Aliados, entre 1939 y 1943.
El golpe de Estado de 1943 puso fin a la Concordancia y cambió el panorama reinante en la política argentina con el surgimiento del movimiento político que encabezaba el coronel Juan Domingo Perón, y que sería el más popular durante la siguiente década. Como consecuencia de esto, la UCR Antipersonalista desapareció como una fuerza política nacional y Elena es invitado a reincorporarse nuevamente por la Unión Cívica Radical, junto a algunos otros dirigentes que integraban el radicalismo antipersonalista como Guillermo O'Reilly o Santiago Fassi, quienes también habían desempeñado importantes cargos nacionales en los años anteriores. 
Durante los años del peronismo, el Consejo Deliberante de la Capital Federal siguió clausurado y Elena no fue electo a ningún cargo político de importancia. En 1957, con la división de la Unión Cívica Radical, Elena se incorpora a la UCR del Pueblo que lideraba Ricardo Balbín, que apoyaba al gobierno militar de Pedro Eugenio Aramburu y que era el sector más antiperonista dentro del radicalismo. En 1960 fue electo como diputado nacional por la Capital Federal, mandato que no pudo completar debido al derrocamiento del presidente Arturo Frondizi a fines de marzo y la subsiguiente clausura del Congreso Nacional decretada por el presidente José María Guido en mayo de ese año. 
En 1963, con las elecciones que restituyeron la democracia en la Argentina, Elena integró la lista de diputados de la UCR del Pueblo por la Capital Federal y fue electo para ocupar la banca pero su mandato fue sorteado para que solamente durara dos años, hasta 1965. En las legislativas de 1965, Elena es reelecto como diputado nacional pero su mandato se vio interrumpido nuevamente golpe de Estado de 1966 que destituyó al presidente Arturo Illia e instaló un gobierno militar comandando por el general Juan Carlos Onganía. 
En su último mandato como diputado nacional, entre 1963 y 1966, Elena tuvo participación en distintos proyectos de ley e incluso presentó uno en el que se cedía los terrenos recientemente ganados al Río de la Plata al Club Atlético Boca Juniors, principal institución deportiva del barrio que manejaba políticamente Elena, para que el club pueda construir su Ciudad Deportiva en la Costanera Sur. El 13 de marzo de 1965, Elena junto al presidente de Boca Juniors, Alberto J. Armando, al vicepresidente Carlos Perette, y otros presentes, se colocó la piedra fundamental de las obras.  
En el año 1972, a fines del proceso político conocido como la Revolución Argentina y con el proceso de apertura democrática que desarrollo el gobierno militar del general Alejandro Agustín Lanusse, Elena sufrió su primera derrota al perder la interna para controlar el Comité Radical de La Boca ante Carlos Bello, padre de la futura menemista Claudia Bello. 
A partir de ese momento, Elena ya no participa de la política interna ni nacional como antes y en 1982, luego de un nuevo golpe de Estado y de la instalación del régimen militar llamado "Proceso de Reorganización Nacional", no participa de la reorganización del radicalismo debido a su avanzada edad, lo que lo dejó afuera de todas las internas políticas que existían en el Comité Radical de la Boca. 
El 10 de diciembre de 1987, cuatro años después de la recuperación de la democracia y durante el gobierno radical de Raúl Alfonsín, Reinaldo Elena falleció a los 88 años. 